# 에릭 멜빈
에릭 멜빈(영어: Eric Melvin, 1966년 7월 9일 ~ )은 미국의 음악가이자 펑크 록 밴드 NOFX의 창립 멤버이다.
멜빈은 대부분의 NOFX 노래에서 백업 보컬을 부르고 〈Leave It Alone〉의 인트로와 같은 NOFX 노래의 기타 리프를 작곡했다. 그의 보컬 스타일은 아이콘적으로 〈Mel Yell〉이라고 불렀다.
그는 스티브 소토, 그렉 헤슨과 함께 펑크 록 가라오케의 창립 멤버이기도 하지만, 그들과 거의 함께 공연하지는 않았다. 멜빈은 팻 마이크가 없을 때, 미 퍼스트 앤 더 기미 기미스에서 베이스를 연주하는 비정기적인 투어 멤버이다.
멜빈은 또한 멜비네이터라는 이름으로 자신의 솔로 펑크 록/EDM 프로젝트를 가지고 있다.

## 사생활
멜빈은 우크라이나계와 유대계 출신으로 할리우드에서 자랐다.
이 밴드의 자서전에 따르면, 멜빈은 1990년대 후반 워프드 투어를 함께 연주했던 밴드의 가수와 약혼했다. 멜빈은 이 책을 위해 그의 전 약혼녀의 이름과 그녀의 밴드 이름을 모두 바꿨지만, 1998년의 워프드 투어, 그녀의 밴드는 스카 밴드이고, 밝은 빨간 머리는 세이브 페리스의 모니크 파월이라는 다른 모든 세부 사항들에 의해 아주 많이 암시된다.
2016년 멜빈은 오스트레일리아 태생의 예술가 사라 멜빈과 결혼하여 일란성 쌍둥이 딸을 둘 사이에 두고 있는데, 아이비 레인 멜빈과 피드라 로즈 멜빈은 21분 간격으로 태어났다. 멜빈은 엘리 멜빈 & 캐스피언 멜빈이라는 두 아들을 두고 있으며, 그의 아내 사라와 네 아이 모두와 남부 캘리포니아의 엔시니터스 지역에서 살고 있다.
멜빈은 유대인으로 자랐지만 불교와 도교와도 관련이 있다. 그는 또한 명상과 요가를 연습한다.

## 음반 목록

### NOFX
- Liberal Animation (1988년)
- S&M Airlines (1989년)
- Ribbed (1991년)
- White Trash, Two Heebs and a Bean (1992년)
- Punk in Drublic (1994년)
- Heavy Petting Zoo (1996년)
- So Long and Thanks for All the Shoes (1997년)
- Pump Up the Valuum (2000년)
- The War on Errorism (2003년)
- Wolves in Wolves' Clothing (2006년)
- Coaster (2009년)
- Self Entitled (2012년)
- First Ditch Effort (2016년)
- Single Album (2021년)
- Double Album (2022년)